# Конфіскація (адміністративне стягнення)
Конфіскація є одним із видів адміністративних стягнень в Україні та в деяких інших країнах (зокрема, в Російській Федерації, Азербайджані, Казахстані тощо), який полягає в примусовій безоплатній передачі предмета, що став знаряддям вчинення чи об'єктом адміністративного правопорушення.

## Конфіскація предмета в Азербайджані
Відповідно до статті 26 Кодексу Азербайджану про адміністративні проступки, конфіскація є безоплатне звернення в доход держави об'єкта правопорушення чи знаряддя його вчинення, якщо цей предмет є майном правопорушника. Накладається суддею. Конфіскація вогнепальної зброї, бойових припасів не застосовується щодо осіб, для яких полювання є основним джерелом існування.
Постановка про виконання стягнення у виді конфіскації виконується шляхом фактичного вилучення предмета та примусового звернення в дохід держави. Після виконання цих дій судді надсилається постанова з відміткою про виконання цього стягнення.

## Конфіскація предмета в Білорусі
Відповідно до статті 6.9 Кодексу Білорусі про адміністративні правопорушення, конфіскацією є звернення в дохід держави засобів та знарядь вчинення адміністративного правопорушення, а також будь-яких доходів, отриманих у результаті вчинення правопорушення; конфіскація застосовується лише у випадках, коли це стягнення окремо передбачене Особливою частиною Кодексу Білорусі про адміністративні правопорушення.
Незалежно від призначення стягнення застосовується спеціальна конфіскація, яка полягає в примусовому безоплатному вилученні в доход держави речей, вилучених з обігу, незаконних знарядь полювання, добування риби чи інших водних тварин, вилучених як засобів чи знарядь вчинення здійснення адміністративного правопорушення.

## Конфіскація предмета в Узбекистані
Відповідно до статті 27 Кодексу Узбекистану про адміністративну відповідальність, конфіскацією предмета є звернення в дохід держави знаряддя вчинення чи безпосереднього предмету адміністративного правопорушення, який є власністю порушника. Органом, який може накладати таке адміністративне стягнення, районний (міський) суд у кримінальних справах. Не застосовується конфіскація знарядь для полювання до осіб, для яких воно є основним джерелом існування.
Постанови про накладення цього стягнення виконується державним виконавцем. Реалізація чи знищення конфіскованого предмета здійснюється в установленому порядку. Після цього державний виконавець виносить постанову про завершення виконавчого провадження, один примірник якої направляє до суду.

## Конфіскація предмета в Казахстані
Відповідно до статті 45 Кодексу Казахстанської Республіки про адміністративні правопорушення, конфіскація — це безоплатне примусове вилучення знаряддя вчинення адміністративного правопорушення, безпосереднього предмета чи майна, отриманого внаслідок вчинення правопорушення. При цьому конфіскацією не визнається вилучення предмета, вилученого з обігу та предмета, який підлягає поверненню його власнику. Предмет, вилучений з обігу, має бути звернений у доход держави або знищений.
Конфіскації підлягає лише предмет, що є власністю правопорушника. Конфіскація не застосовується щодо об'єктів полювання щодо осіб, які заробляють ним на життя; накладається судом.
Виконання постанови про накладення стягнення у виді конфіскації покладається на судового виконавця в порядку виконавчого провадження, а в разі, коли конфіскуються зброя, бойові припаси, спеціальні технічні засоби для проведення оперативно-розшукової діяльності та засобів захисту інформації, наркотичні засоби, — на місцеві органи внутрішніх справ. Реалізація та подальше використання конфіскованого предмета визначається Урядом Казахстану.

## Конфіскація предмета в Росії
Стаття 3.7 Кодексу Російської Федерації про адміністративні правопорушення встановлює конфіскацію як безоплатне звернення у федеральний доход чи доход суб'єкта РФ предметів чи знарядь вчинення адміністративного правопорушення, які не були вилучені з обігу. Конфіскацію не може бути застосовано щодо знарядь для полювання чи рибальства, якщо для особи, яка ними володіє, ці промисли є джерелом існування. Не є конфіскацією вилучення із незаконного володіння речей, які підлягають поверненню їх власнику чи були вилучені з обігу: вони мають бути звернені в доход держави чи знищені. Призначається судом.
Постанова про конфіскацію виконується судовим виконавцем, в окремих випадках — територіальним органом Росгвардії або митним органом. Реалізація конфіскованих речей здійснюється в порядку, передбаченому Урядом Російської Федерації. Конфісковані екземпляри творів і фонограм, матеріали й обладнання для їх відтворення та інші предмети, що порушують авторські та суміжні права (тобто є контрафактними) підлягають знищенню, крім випадків, коли за проханням власника авторських чи суміжних прав контрафактні товари передаються йому.

## Конфіскація предмета в Україні
Відповідно до статті 29 КУпАП, конфіскацією предмета, який став знаряддям вчинення чи безпосереднім об'єктом адміністративного правопорушення, є примусове безоплатне звернення цього предмета у власність держави. Конфісковано може бути лише предмет, який є власністю порушника; не можуть бути конфісковані знаряддя полювання, якщо полювання є для винного основним джерелом існування. Перелік предметів, які не підлягають конфіскації, регулюється Кодексом України про адміністративні правопорушення та іншими законами України.
Постанови про конфіскацію предмета виконуються державними виконавцями шляхом вилучення конфіскованого предмета і примусового й безоплатного його звернення у власність держави. Реалізація конфіскованих предметів регулюється законами України. Постанова про конфіскацію предмета чи грошей після її виконання повертається до суду з відміткою про виконання.